# Sordaria islandica
Sordaria islandica är en svampart som först beskrevs av Guarro & Aa, och fick sitt nu gällande namn av J.C. Krug & R.S. Khan 1990. Sordaria islandica ingår i släktet Sordaria och familjen Sordariaceae.   Inga underarter finns listade i Catalogue of Life.